# ویلیام فیندلی (بازیکن فوتبال)
ویلیام فیندلی (انگلیسی: William Findlay; ۱۵ ژانویهٔ ۱۹۰۴ – ۲۱ ژانویهٔ ۱۹۸۱) بازیکن فوتبال اهل ایالات متحده آمریکا بود.
از باشگاه‌هایی که در آن بازی کرده‌است می‌توان به باشگاه ورزشی لانارک سوم اشاره کرد.
وی همچنین در تیم ملی فوتبال ایالات متحده آمریکا بازی کرده‌است.